# Маслоробка

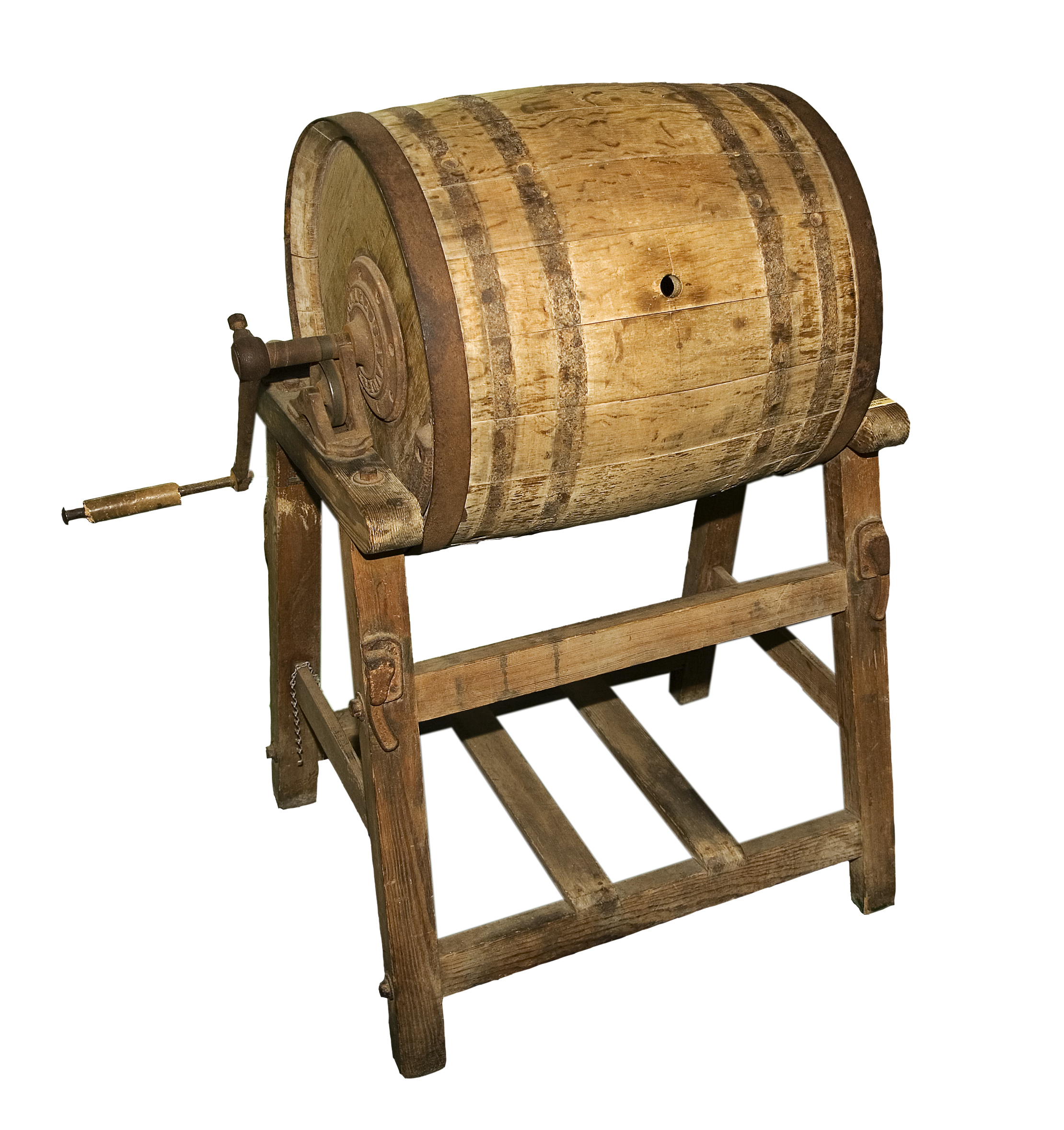
Стара механічна маслоробка

Маслоро́бка, маслобі́йка, маслобі́йня, рідше биянка — пристосування, що використовується в побуті або в промисловості для приготування масла з вершків шляхом обертання чи штовхання. 

## Історичні факти
Найпершу згадку про збивання масла можна знайти в Біблії, воно належить приблизно до 2000 року до н. е. Маслобійка, можливо, існувала вже в VI столітті, оскільки в Шотландії була знайдена кришка від неї, датована цим часом.
У європейській традиції збивання масла маслоробками було головним чином жіночою справою, поряд з іншими домашніми обов'язками.

## Використання
При механічному збиванні вершків відбувається відділення молочного жиру. Мембрани, які оточують жир, руйнуються, утворюючи шматочки масла. У маслоробці шматочки злипаються один з одним і утворюють більші шматки. При збиванні повітряні бульбашки включаються до шматків масла. При подальшому збиванні масло стає все більш щільним, а повітряні бульбашки видаляються. У результаті масло відділяється від решти рідини (сколотин або маслянки).

## Масничка

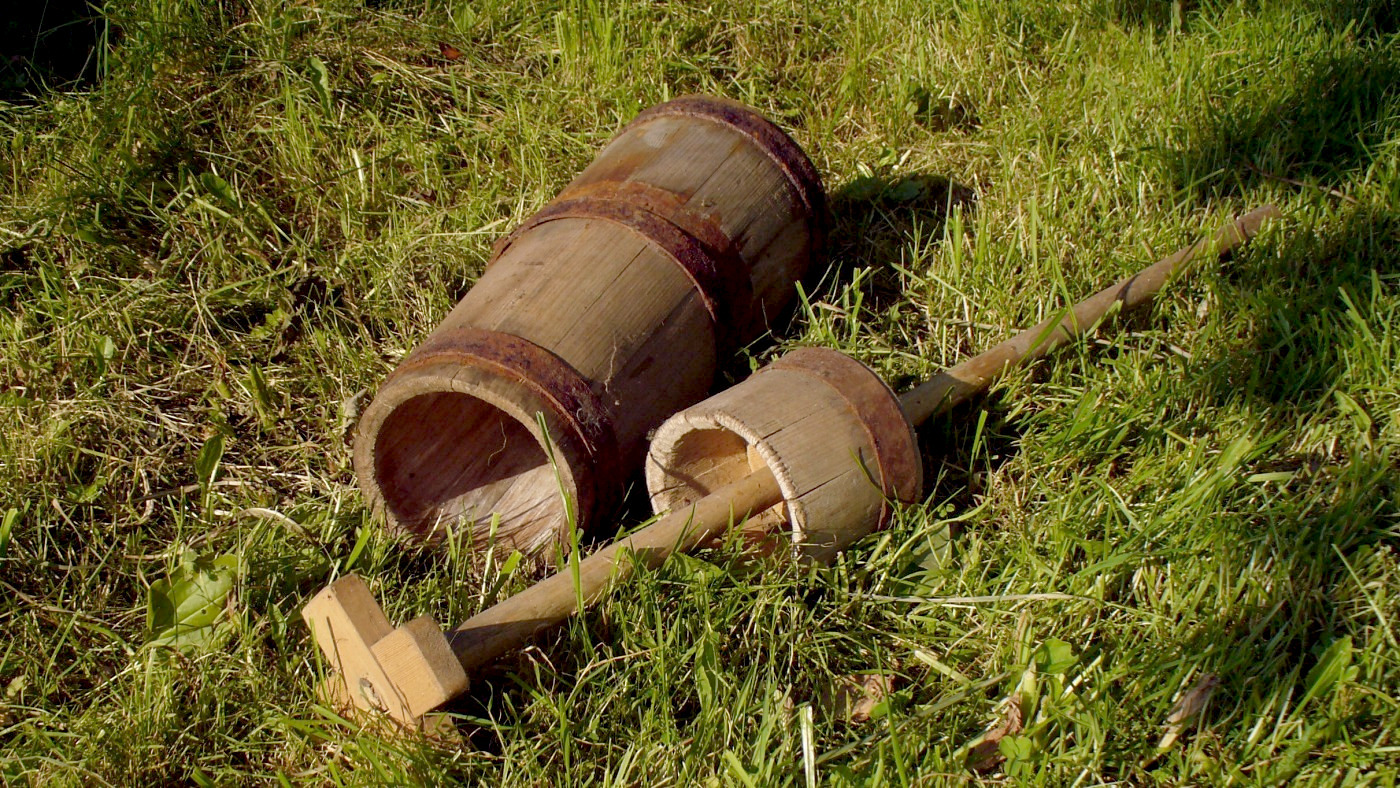
Масничка

Масни́чка, також маслянка — пристрій для ручного збивання масла. Складалася з дерев'яної діжки у формі високого зрізаного конуса, верхньої частини-кришки («навершника», «збушка») і довгої палиці з дерев'яним кружком або перехрестям, яким збивали вершки. Матеріалом слугувала деревина липи, сливи, ялини або верби.

## Механічна маслоробка
Механічні маслоробки за своєю будовою розділяються на нерухомі й рухомі, а перші, у свою чергу — на товкачні і ударні.
- Товкачні маслоробки аналогічні за конструкцією ручним масничкам. Колотівка-товкач приводиться в рух валом з корбою, який може мати ручний чи машинний привод. На одному валу може розташовуватися кілька товкачів, поміщених у ряд діжок.
- Ударні маслоробки здійснюють збивання за допомогою лопаток, закріплених на обертовому валі. Залежно від розташування останнього розрізняють ударні маслоробки з вертикальним і горизонтальним валом.
- Рухомі чи обертові маслоробки мають вигляд закритої бочки, закріпленої на осі і спорядженої механізмом для її обертання. Збивання здійснюється ударами вершків об стінки.